# Заневский, Юрий Вацлавович
Ю́рий Ва́цлавович Зане́вский (1 января 1939, Минск — 7 февраля 2016, Дубна) — советский и российский физик-ядерщик, доктор технических наук, профессор, главный научный сотрудник ЛФВЭ Объединённого института ядерных исследований (ОИЯИ).

## Биография
В 1962 году окончил ЛЭТИ и с этого момента начал трудовую деятельность в городе Дубна в Объединённом институте ядерных исследований (ОИЯИ), где и проработал всю жизнь.

## Научная деятельность
В 1962 году начал работу в Объединённом институте ядерных исследований (ОИЯИ) в отделе новых научных разработок в группе И. А. Голутвина.
В 1964 году лабораторией, в которой работал Заневский, была создана экспериментальная установка из проволочных искровых камер, работающих на линии с ЭВМ БЭСМ-4 (с оперативной памятью около 16 кбайт). В 1965 году научные результаты исследований были представлены на международной конференции в Стэнфорде.
Результатом работы группы Заневского стал запуск в конце 1960-х годов самого крупного в мире ускорителя протонов.
В 1973 году группой Заневского под руководством физиков А. М. Балдина и М. Н. Хачатуряна запущен проект «ФОТОН».
С 1977 года совместно с МГУ велись работы по хроматографии в биологии, позволившие создать новый метод изучения монокристаллов белков. Создание хроматографов нового типа отмечено золотой медалью ВДНХ СССР (1978) и премией Совмина СССР (1986). 
В 1981 году был получен патент на рентгеновский дифрактометр.
В 1987 году в институте кристаллографии РАН под руководством Заневского были установлены бесфильмовые детекторы. Это событие стало предметом внимания премьер-министра Великобритании Маргарет Тэтчер.
C 1994 началась работа лаборатории Заневского с физическим центром GSI  (Дармштадт, Германия) по совместному проекту HADES.
В 2004 году запущена первая в мире лаборатория по изготовлению координатных детекторов.

## Награды и премии
- Золотая медаль ВДНХ (1978)
- Премия Совета Министров СССР (1986)
- Почётное звание «Заслуженный деятель науки РФ» (2000) — за заслуги в научной деятельности[5]
- Почётная грамота госкорпорации «Росатом» (2002)[6]

### Научные премии ОИЯИ
Ю. В. Заневский удостоен нескольких научных премий ОИЯИ:
- 1967 год
- 1973 год
- 1978 год
- 1980 год
- 1984 год
- 1986 год
- 1992 год
- 2000 год

## Научные публикации
- Заневский Ю. В. Проволочные детекторы элементарных частиц. — М.: Атомиздат, 1978. — 168 с.
- Заневский Ю. В., Пешехонов В. Д., Черненко С. П. Автоматизированные координатные детекторы рентгеновского излучения на основе пропорциональных камер. — Дубна: ОИЯИ, 198. — 14 с.
- Заневский Ю. В., Пешехонов В. Д., Смыков Л. П. Характеристики многоступенчатой лавинной камеры низкого давления. — Дубна: ОИЯИ, 1984. — 6 с.
- Заневский Ю. В., Нэтушил Т., Пешехонов В. Д. Исследование одноэлектронного режима работы многоступенчатых лавинных камер низкого давления. — Дубна: ОИЯИ, 1988. — 7 с.
- Заневский Ю. В. . Сравнение газовых и полупроводниковых детекторов, используемых для получения «изображений» в медицине. — Дубна: ОИЯИ, 1993. — 10 с.
- Заневский Ю. В. Исследование параметров газового микрострипового детектора. — Дубна: ОИЯИ, 1994. — 8 с.